# Акакагыргын
Акакагыргын — река в России, на севере Дальнего Востока, протекает по территории Чаунского района Чукотского АО. Длина — 19 км.
Высота устья — 425 м над уровнем моря. Высота истока — 672 м над уровнем моря.
Берёт истоки в северных отрогах Кальараваамских гор, впадает в Выквыльвэгыргын, являясь его правым притоком.
Река протекает среди скал, дно каменистое. Это отразилось в названии реки: в переводе с чукот. — «опасный проход».